# ŽNL Zadarska 2008./09.
ŽNL Zadarska u sezoni 2008./09. je predstavljala ligu petog ranga hrvatskog nogometnog prvenstva. Za razliku od proteklih sezona, ukinuta je 2. ŽNL Zadarska te je stvorena Županijska liga s 20 klubova, koja je igrana u dvije skupine s 10 klubova. Prvaci skupina su bili Sabunjar iz Privlake i Galovac, koji je postao i ukupni pobjednik lige.

## Momčadi
| | |  |
| Skupina A - Arbanasi – Zadar - Dalmatinac – Crno - Debeljak – Debeljak - NOŠK – Novigrad - Jasenice – Jasenice - Paklenica – Starigrad - Podgradina – Podgradina - Sabunjar – Privlaka - Velebit – Gračac - Zemunik – Zemunik Donji | Skupina B - Bibinje – Bibinje - Croatia – Turanj - Galovac – Galovac - Gorica – Gorica - Nova Zora – Sveti Filip i Jakov - Pakoštane – Pakoštane - Sveti Mihovil – Sutomišćica - Škabrnja – Škabrnja - Vrčevo – Glavica - Zlatna Luka – Sukošan |  |

## Skupina A

### Ljestvica
Napomena: Tablica je netočna (gol-razlika 346:336).
| Poz. | Momčad         | U  | P  | N | I  | G+ | G– | G+/– | Bod. | Nastavak natjecanja ili ispadanje |
| ---- | -------------- | -- | -- | - | -- | -- | -- | ---- | ---- | --------------------------------- |
| 1.   | Sabunjar (P)   | 18 | 12 | 4 | 2  | 41 | 17 | +24  | 40   | 4. HNL – Jug – ŠK/ZD              |
| 2.   | Arbanasi       | 18 | 12 | 4 | 2  | 51 | 18 | +33  | 40   |                                   |
| 3.   | Podgradina     | 18 | 11 | 0 | 7  | 49 | 27 | +22  | 33   |                                   |
| 4.   | Zemunik        | 18 | 10 | 2 | 6  | 33 | 21 | +12  | 32   |                                   |
| 5.   | Velebit Gračac | 18 | 9  | 1 | 8  | 45 | 43 | +2   | 28   |                                   |
| 6.   | Debeljak       | 18 | 6  | 4 | 8  | 36 | 30 | +6   | 22   |                                   |
| 7.   | NOŠK Novigrad  | 18 | 6  | 4 | 8  | 32 | 33 | −1   | 22   |                                   |
| 8.   | Paklenica      | 18 | 5  | 5 | 8  | 39 | 44 | −5   | 20   |                                   |
| 9.   | Dalmatinac     | 18 | 4  | 2 | 12 | 18 | 49 | −31  | 14   |                                   |
| 10.  | Jasenice       | 18 | 0  | 4 | 14 | 2  | 54 | −52  | −9   |                                   |

1. ↑  13 bodova oduzeto od saveza.

### Rezultatska križaljka
| kratica | klub           | ARB | DAL | DEB | JAS | NOŠK | PAK  | POD | SAB | VEL | ZEM |
| --- | -------------- | --- | --- | --- | --- | ---- | ---- | --- | --- | --- | --- |
| ARB | Arbanasi       |     |     | 3:2 | 6:0 |      | 6:1  | 4:0 | 1:1 |     |     |
| DAL | Dalmatinac     | 0:3 |     |     | 0:0 |      | 2:0  | 2:3 | 0:4 | 1:0 | 1:2 |
| DEB | Debeljak       | 1:1 |     |     | 3:0 | 0:0  | 5:2  |     | 2:3 |     |     |
| JAS | Jasenice       | 0:0 |     |     |     |      | 0:10 |     |     |     | 0:1 |
| NOŠK | NOŠK Novigrad  | 0:0 |     |     | 6:0 |      | 5:1  | 0:3 |     | 1:2 |     |
| PAK | Paklenica      |     |     | 3:3 |     |      |      |     |     | 1:0 | 6:0 |
| POD | Podgradina     | 4:0 |     |     |     | 4:1  |      |     | 1:2 | 5:1 | 1:2 |
| SAB | Sabunjar       | 1:0 | 5:0 | 2:1 |     | 4:0  |      | 2:1 |     | 2:0 |     |
| VEL | Velebit Gračac |     | 8:1 | 2:1 |     |      | 3:2  | 4:3 |     |     | 3:2 |
| ZEM | Zemunik        |     | 3:1 | 2:1 |     |      | 2:2  |     | 2:0 | 7:3 |     |
| |                |     |     |     |     |      |      |     |     |     |     |
| podebljan rezltat - igrano u prvom dijelu lige (1. – 9. kolo) rezultat normalne debljine - igrano u drugom dijelu lige (10. – 18. kolo) rezultat nakošen - nije vidljiv redoslijed odigravanja međusobnih utakmica iz dostupnih izvora prekrižen rezultat - poništena ili brisana utakmica p - utakmica prekinuta p.f. - rezultat 3:0 bez borbe |                |     |     |     |     |      |      |     |     |     |     |

Izvori: 

## Skupina B

### Ljestvica
| Poz. | Momčad         | U  | P  | N | I  | G+ | G– | G+/– | Bod. | Nastavak natjecanja ili ispadanje |
| ---- | -------------- | -- | -- | - | -- | -- | -- | ---- | ---- | --------------------------------- |
| 1.   | Galovac (P)    | 18 | 13 | 3 | 2  | 38 | 15 | +23  | 42   | 4. HNL – Jug – ŠK/ZD              |
| 2.   | Bibinje        | 18 | 9  | 5 | 4  | 39 | 24 | +15  | 32   |                                   |
| 3.   | Gorica         | 18 | 10 | 5 | 3  | 27 | 18 | +9   | 35   |                                   |
| 4.   | Zlatna Luka    | 18 | 10 | 3 | 5  | 57 | 24 | +33  | 33   |                                   |
| 5.   | Croatia Turanj | 18 | 8  | 6 | 4  | 35 | 33 | +2   | 30   |                                   |
| 6.   | Nova Zora      | 18 | 9  | 2 | 7  | 38 | 27 | +11  | 29   |                                   |
| 7.   | Škabrnja       | 18 | 5  | 3 | 10 | 21 | 52 | −31  | 18   |                                   |
| 8.   | Vrčevo         | 18 | 3  | 4 | 11 | 21 | 36 | −15  | 13   |                                   |
| 9.   | Pakoštane      | 18 | 2  | 5 | 11 | 16 | 27 | −11  | 11   |                                   |
| 10.  | Sveti Mihovil  | 18 | 2  | 2 | 14 | 18 | 54 | −36  | 5    |                                   |

1. ↑  3 boda oduzeto od saveza.

### Rezultatska križaljka
| kratica | klub                          | BIB | CRO | GAL | GOR | NOZ | PAK | SVM | ŠKA      | VRČ | ZLL  |
| --- | ----------------------------- | --- | --- | --- | --- | --- | --- | --- | -------- | --- | ---- |
| BIB | Bibinje                       |     | 3:5 | 1:1 |     | 3:0 | 3:1 |     |          | 1:0 | 2:1  |
| CRO | Croatia Turanj                |     |     |     | 1:4 | 2:2 |     | 4:1 | 2:1      | 2:0 | 6:4  |
| GAL | Galovac                       | 3:1 |     |     | 2:0 |     |     | 2:0 |          | 6:0 | 2:0  |
| GOR | Gorica                        |     | 1:0 |     |     | 4:2 | 2:0 | 1:0 |          |     |      |
| NOZ | Nova Zora Sveti Filip i Jakov | 3:1 | 5:2 |     | 2:0 |     |     | 3:0 |          |     |      |
| PAK | Pakoštane                     | 0:0 |     | 0:1 | 0:0 | 1:0 |     |     |          |     | 0:0  |
| SVM | Sveti Mihovil Sutomišćica     |     |     | 2:5 | 1:4 |     | 3:1 |     | 0:3 p.f. | 0:4 | 0:6  |
| ŠKA | Škabrnja                      | 1:1 | 0:0 | 3:1 | 1:2 | 0:0 | 2:1 |     |          | 2:1 | 0:10 |
| VRČ | Vrčevo Glavica                | 2:5 |     | 1:2 |     | 0:1 | 3:0 | 2:1 | 1:3      |     |      |
| ZLL | Zlatna Luka Sukošan           |     | 6:1 | 1:2 | 2:2 |     | 3:2 |     | 5:0      |     |      |
| |                               |     |     |     |     |     |     |     |          |     |      |
| podebljan rezltat - igrano u prvom dijelu lige (1. – 9. kolo) rezultat normalne debljine - igrano u drugom dijelu lige (10. – 18. kolo) rezultat nakošen - nije vidljiv redoslijed odigravanja međusobnih utakmica iz dostupnih izvora prekrižen rezultat - poništena ili brisana utakmica p - utakmica prekinuta p.f. - rezultat 3:0 bez borbe |                               |     |     |     |     |     |     |     |          |     |      |

Izvori: 

## Za prvaka
| Momčad   | Ukupno | Momčad  | 1. ut | 2. ut |
| -------- | ------ | ------- | ----- | ----- |
| Sabunjar | 0:3    | Galovac | 0:1   | 0:2   |

- Galovac prvak ŽNL Zadarske za sezonu 2008./09.

Izvori: 